# Мости Сараєва
«Мости Сараєва» — документальний драматичний фільм у зйомках якого взяли участь тринадцять режисерів. Прем'єра стрічки відбулась на Каннському кінофестивалі 22 травня 2014 році.

## Сюжет
13 короткометражних стрічок, які розповідають про минуле та теперішнє Сараєва, а також про його роль у Європі.

## У ролях
| Актор            | Роль |
| ---------------- | ---- |
| Богдан Нінкович  |      |
| Самуель Фінци    |      |
| Владан Ковачевич |      |
| Аміна Гусік      |      |
| Майо Івкович     |      |
| Дарко Трайкович  |      |
| Валерія Сечу     |      |
| Фабріс Арагно    |      |

## Створення фільму

### Виробництво
Зйомки фільму проходили в Боснії та Герцеговині та Румунії.

### Знімальна група
- Кінорежисери — Айда Бегич, Леонардо Ді Костанцо, Жан-Люк Годар, Камен Калев, Ізільд Ле Беско, Сергій Лозниця, Вінченцо Марра, Урсула Маєр, Владімір Перишич, Крісті Пую, Марк Реча, Ангела Шанелек, Тереза Віллаверді
- Сценаристи — Крісті Пую (фрагмент), Тереза Віллаверді (фрагмент)
- Кінопродюсери — Ізета Градєвич, Йован Мар'янович, Мірсад Пуріватра, Фаб'єн Серван-Шрейбер
- Виконавчий продюсер — Огнєн Діждаревич
- Композитор — Калоян Дімітров (фрагмент)
- Кінооператор — Джуліан Атанассов, Сімон Буфіс, Лука Біґацці, Дуччо Чиматті, Дієго Дюссель, Руі Рочас (фрагмент), Рейнгольд Форшнайдер
- Кіномонтаж — Карлотта Крістіані, Марія Джоана Фігейреду (фрагмент), Єлена Максімович, Массіміліано Пасіфіко, Редзіналд Сімек, Хав'єр Сірвен, Йон Йоаким Строе
- Підбір акторів — Тімка Грін, Йонна Ілієва, Франческа Самбатаро[2].

## Сприйняття
Фільм отримав позитивні відгуки. На сайті Internet Movie Database рейтинг фільму складає 6,4/10 на основі 147 голосів.